# Changchun
Changchun (长春S, ChángchūnP), situata nel nord-est della Cina, è la capitale della provincia dello Jilin e Città sub-provinciale.
Il nome della città significa "lunga primavera" in cinese. Localmente conosciuta come la "Città delle automobili", Changchun è sede di importanti industrie nel settore dell'auto.

## Storia
Changchun fu la capitale del Manciukuò.

## Geografia antropica

### Suddivisioni amministrative
- Distretto di Chaoyang
- Distretto di Kuancheng
- Distretto di Erdao
- Distretto di Nanguan
- Distretto di Luyuan
- Distretto di Shuangyang
- Distretto di Jiutai
- Yushu
- Dehui
- Contea di Nong'an

## Amministrazione

### Gemellaggi
- Nuuk
- Windsor

## Sport
Changchun è un'importante sede per la pratica degli sport invernali: nel 2007 ha ospitato i VI Giochi asiatici invernali e nella città sono state organizzate varie gare di sci di fondo e di freestyle, alcune valide per la rispettive Coppe del Mondo.